# Свети Атанасий (Смолево)
Вижте пояснителната страница за други значения на Свети Атанасий.
„Свети Атанасий“ (на македонска литературна норма: „Свети Атанасиј“) е възрожденска православна църква край град Битоля, Северна Македония. Църквата е под управлението на Преспанско-Пелагонийската епархия на Македонската православна църква.
Манастирската църква е единствената запазена сграда от изчезналото село Смолево. Разположена е между селата Лавци и Буково в Баба планина.